# Salon du livre haïtien
Le salon du livre haïtien est un événement littéraire organisé chaque année depuis 2014 par l'association Haïti Futur, dans le XVe arrondissement de Paris.

## Historique de l'événement
La première édition du salon du livre haïtien a lieu les 29 et 30 novembre 2014, au foyer Grenelle à Paris. Outre la vente d'ouvrages relatifs à Haïti, des rencontres avec des écrivaines et écrivains haïtiens sont proposées, ainsi que des expositions et ateliers.
À partir de la cinquième édition, le salon est organisé à la mairie du XVe arrondissement.
En raison de la pandémie de COVID-19, l'édition 2020 est organisée en ligne mais l'événement reprend à la normale à la mairie du XVe arrondissement l'année suivante.

## Invitées et invités d'honneur
- 2016 : Yanick Lahens[5]
- 2017 : Louis-Philippe Dalembert[6]
- 2018 : Gary Victor et Emmelie Prophète[7],[2]
- 2019 : Dany Laferrière[8]
- 2023 : Lyonel Trouillot[9]